# هاري هامبتون (لاعب كرة قدم)
هاري هامبتون (بالإنجليزية: Harry Hampton)‏ (1888 في جمهورية أيرلندا - 3 أغسطس 1946 بدربي في المملكة المتحدة) هو لاعب كرة قدم أيرلندي في مركز الدفاع. شارك مع منتخب أيرلندا لكرة القدم. أما مع النوادي، فقد لعب مع برادفورد سيتي وليسبورن ديستليري ونادي دندي.